# Aeroporto di Swansea
L'aeroporto di Swansea (in gallese Maes Awyr Abertawe) (IATA: SWS, ICAO: EGFH) è situato sulla penisola di Gower, 6 chilometri (3,7 mi) a ovest di Swansea, Galles.